# Charles O’Conor Goolrick
Charles O’Conor Goolrick (* 25. November 1876 in Fredericksburg, Virginia; † 4. Juni 1960 ebenda) war ein US-amerikanischer Rechtsanwalt und Politiker (Demokratische Partei). Ferner war er ein Mitglied der Episkopalkirche sowie der Freimaurer, der Elks und der Phi Beta Kappa.
Er bekleidete 1908 einen Sitz im Abgeordnetenhaus und dann von 1915 bis 1923 im Senat von Virginia. Ferner war er 1920 Präsidentschaftswahlmann für Virginia sowie 1924 ein Delegierter beim Democratic National Convention.

## Familie
Er war der Sohn von John T. Goolrick und Frances Bernard (White) Goolrick sowie der Ur-Urenkel von George Mason. Ferner war er Cousin ersten Grades von Thomson Francis Mason und James Murray Mason sowie Cousin dritten Grades von Stevens Thomson Mason. Am 25. Mai 1910 heiratete er eine gewisse Nannie Ficklen.